# ميخائيل جاي ماغواير
ميخائيل جاي ماغواير (بالإنجليزية: Michael J. McGuire)‏ هو مهندس مدني ومهندس أمريكي، ولد في 29 يونيو 1947 في سان أنطونيو في الولايات المتحدة.